# Kaiserstraße (Wien)
Die Kaiserstraße ist eine Straße im 7. Wiener Gemeindebezirk Neubau. Sie führt von der Mariahilfer Straße bis zur Lerchenfelder Straße.

## Geschichte
Die Kaiserstraße ging aus einem Feldweg hervor. Nach Errichtung des Linienwalls im Jahr 1704 wurde mit der Errichtung erster Häuser begonnen; weitere Häuser im Bereich des Schottenfelds folgten Mitte des 18. Jahrhunderts. Am Ende dieses Jahrhunderts war die seit 1760 Kaiserweg benannte Straße vollständig verbaut; sie erhielt nun den Namen Kaiserstraße, nach Kaiser Josef II.
Am 5. Juni 1890 wurde eine Pferdestraßenbahnlinie durch die Kaiserstraße eröffnet. Ab 28. Jänner 1897 wurde die hier verkehrende Linie als erste in Wien auf elektrischen Betrieb umgestellt.

## Beschreibung
Die Kaiserstraße verbindet am westlichen Rand von Neubau die Stumpergasse (Mariahilf) mit der Blindengasse (Josefstadt). Sie beginnt an der Mariahilfer Straße und verläuft schnurgerade bis zur Lerchenfelder Straße. Gleich als erstes Haus auf der rechten Seite befindet sich das Gebäude des ehemaligen Warenhauses Stafa, kurz danach auf der linken Seite Lazaristenkirche und -kloster, anschließend daran das ehemalige Sophienspital und nach der Kreuzung mit der Stollgasse der Komplex des Ordenshauses der Schwestern vom göttlichen Heiland. Bis zur Westbahnstraße steigt die Straße leicht an, flacht dann ab und senkt sich ab der Neustiftgasse zur Lerchenfelderstraße im Tal des Ottakringerbachs. 
Der Straßenzug ist auf beiden Seiten geschlossen verbaut; die Bausubstanz stammt überwiegend aus der Zeit des späten Historismus bzw. des beginnenden 20. Jahrhunderts; vereinzelt existieren noch Gebäude aus der vorstädtischen Verbauung des Biedermeiers.
Die einzige nennenswerte Grünanlage ist der Josef-Strauß-Park am Ende des Straßenzugs (zwischen Hausnummer 100 und 106).

## Verkehr
Als direkte Verbindung zwischen 6. und 8. Bezirk ist die Kaiserstraße als Hauptstraße A klassifiziert. In Fortsetzung der Stumpergasse ist sie von Mariahilfer Straße bis Stollgasse Einbahnstraße in Fahrtrichtung Lerchenfelder Straße; ab der Stollgasse ist Verkehr in beiden Richtungen möglich. In Richtung Mariahilfer Straße werden sowohl Individualverkehr als auch Straßenbahn durch die Stollgasse zum Gürtel abgelenkt. Die Platzverhältnisse sind beengt; zwischen den an beiden Fahrbahnrändern parkenden Fahrzeugen bleiben nur zwei Fahrstreifen, in denen auch die Straßenbahngleise verlaufen, sodass für gesonderte Einrichtungen für einzelne Benutzergruppen wie Radfahrstreifen kein Platz vorhanden ist.
Als öffentliches Verkehrsmittel fährt durch die Kaiserstraße die Straßenbahnlinie 5. Wegen der nur knapp ausreichenden Straßenbreite kommt es immer wieder zu Behinderungen der Straßenbahn durch sorglos geparkte Autos, die in das Lichtraumprofil der Straßenbahn ragen und diese blockieren.
Querende Linien, die die Kaiserstraße erschließen, sind die Straßenbahnlinie 49 (Westbahnstraße) und die Autobuslinie 48A (Burggasse in Richtung Ring, Neustiftgasse in Richtung Baumgartner Höhe). Die Straßenbahnlinie 46 (Lerchenfelder Straße) hat keine Haltestelle an der Kaiserstraße, aber wenige Schritte entfernt am Gürtel. 
Zugang zur U-Bahn gibt es direkt an der Kaiserstraße nicht. Der Abgang zur U-Bahn-Station Westbahnhof (Linien U3 und U6) in der Mariahilfer Straße ist einen Häuserblock entfernt, die U-Bahn-Station Thaliastraße der Linie U6 an der Lerchenfelder Straße – Thaliastraße liegt ebenfalls in nächster Nähe am Gürtel.

## Bemerkenswerte Gebäude (Auswahl)
Denkmalgeschützte Gebäude sind fett gesetzt.
- Nr. 2: Ehemaliges Kaufhaus Stafa mit Skulpturen von Anton Hanak
- Nr. 5–7: Lazaristenkirche Zur Unbefleckten Empfängnis und Pfarrhof
- Nr. 9: Ehemaliges Sophienspital (Haupteingang: Apollogasse 19)
- Nr. 25–29: Kloster und Klosterkirche der Töchter des göttlichen Heilands
- Nr. 46: Theater Spielraum (von 1900 bis 1999 Erika-Kino[5])
- Nr. 100: An der Feuermauer zum Josef-Strauß-Park Streetart-Gemälde „Vintage Love Affair“ von Frau Isa
- Nr. 102–104: Josef-Strauß-Park

Zur Schutzzone (§ 7 der Bauordnung für Wien) Schottenfeld gehören Nr. 5–9, 6 und 8 (Lazaristenkirche und -kloster, Sophienspital), Nr. 25–31 (Kloster der Töchter des göttlichen Heilands), Nr. 37–43, Nr. 47–51 und 48–52 sowie Nr. 94–98, zur Schutzzone Altlerchenfeld Nr. 106.

## Bildergalerie

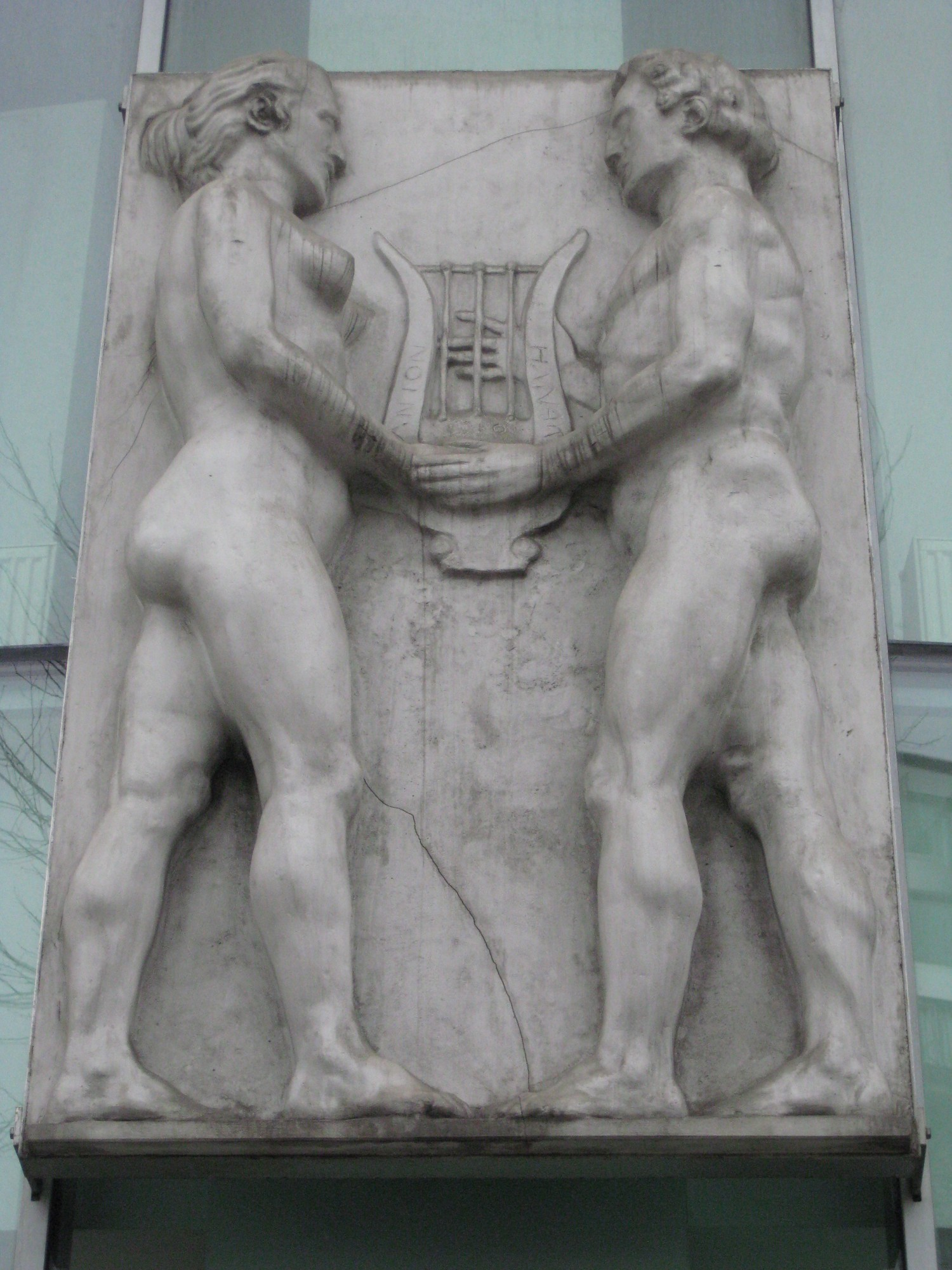
Relief von Anton Hanak am Stafa-Gebäude
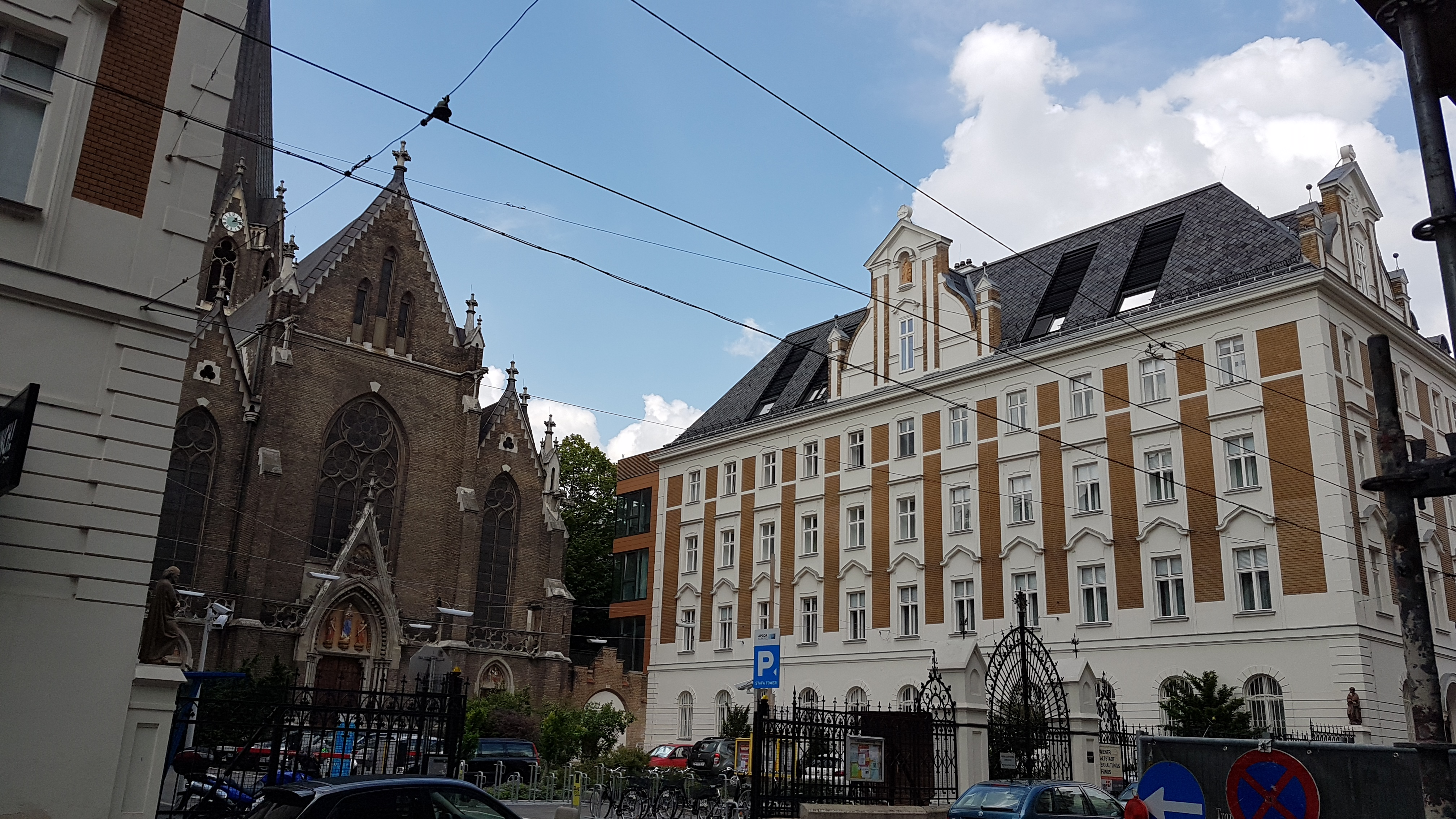
Lazaristenkirche und -kloster
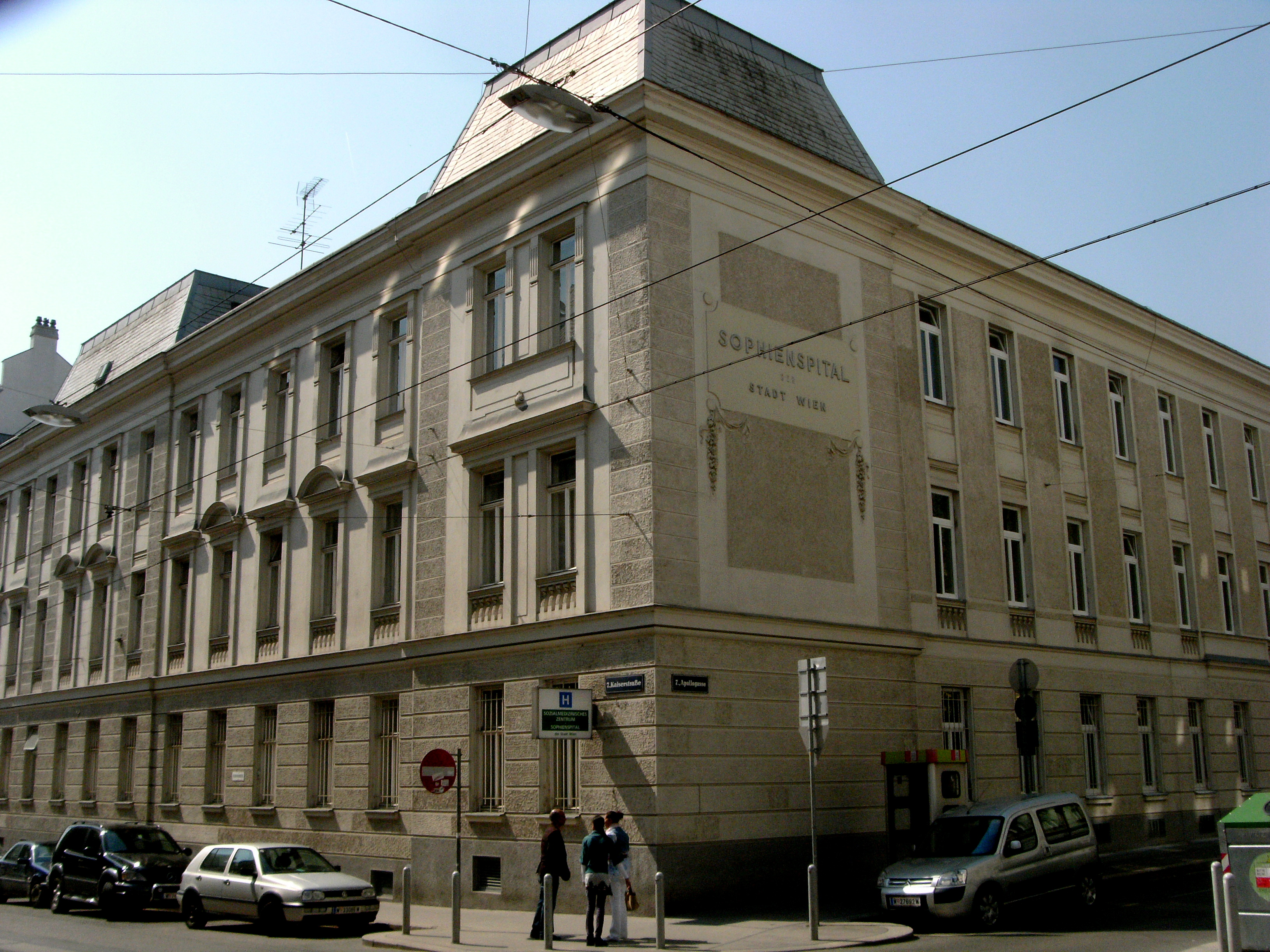
Sophienspital Ecke Kaiserstraße – Apollogasse
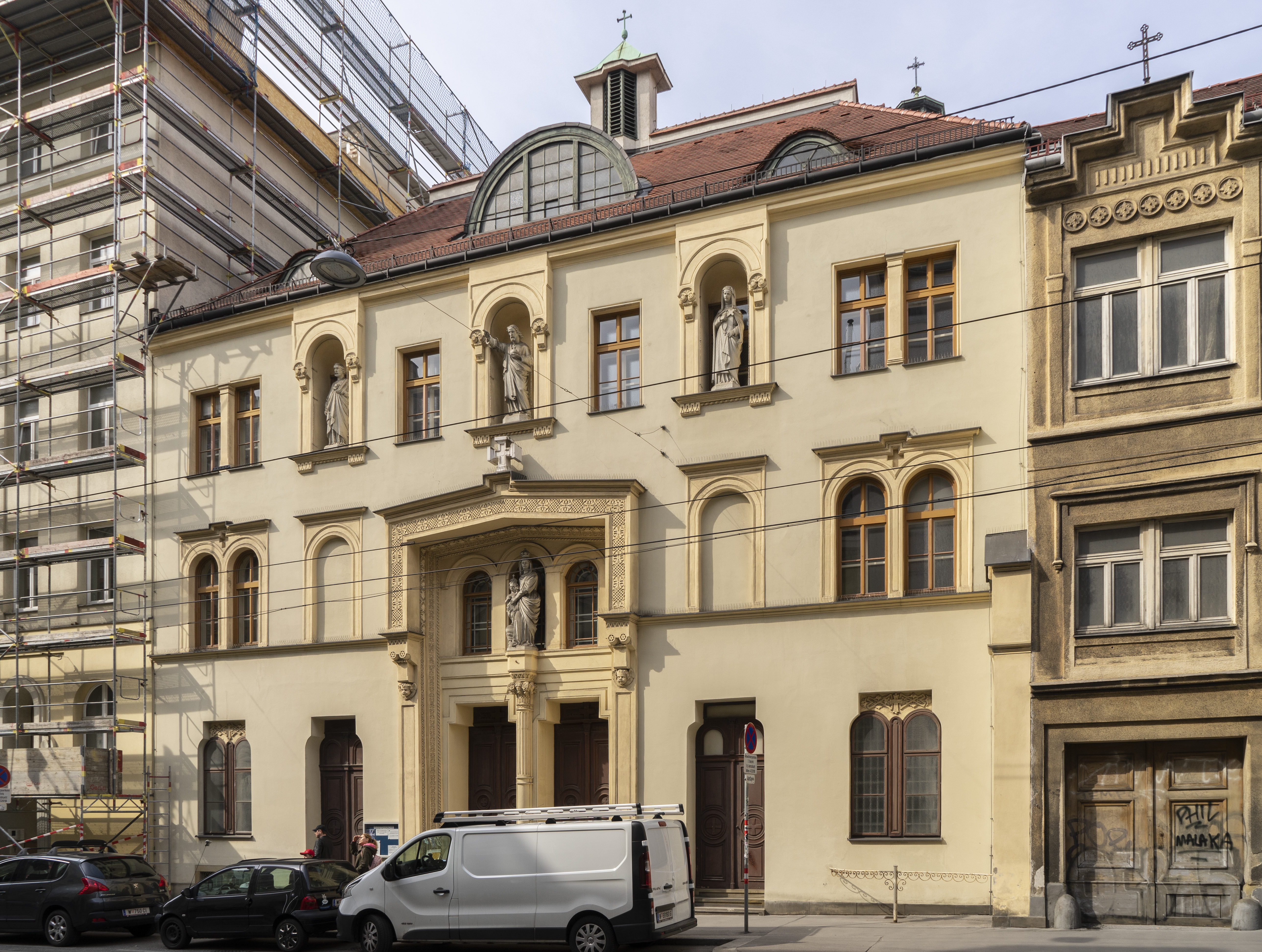
Klosterkirche der Töchter des göttlichen Heilands
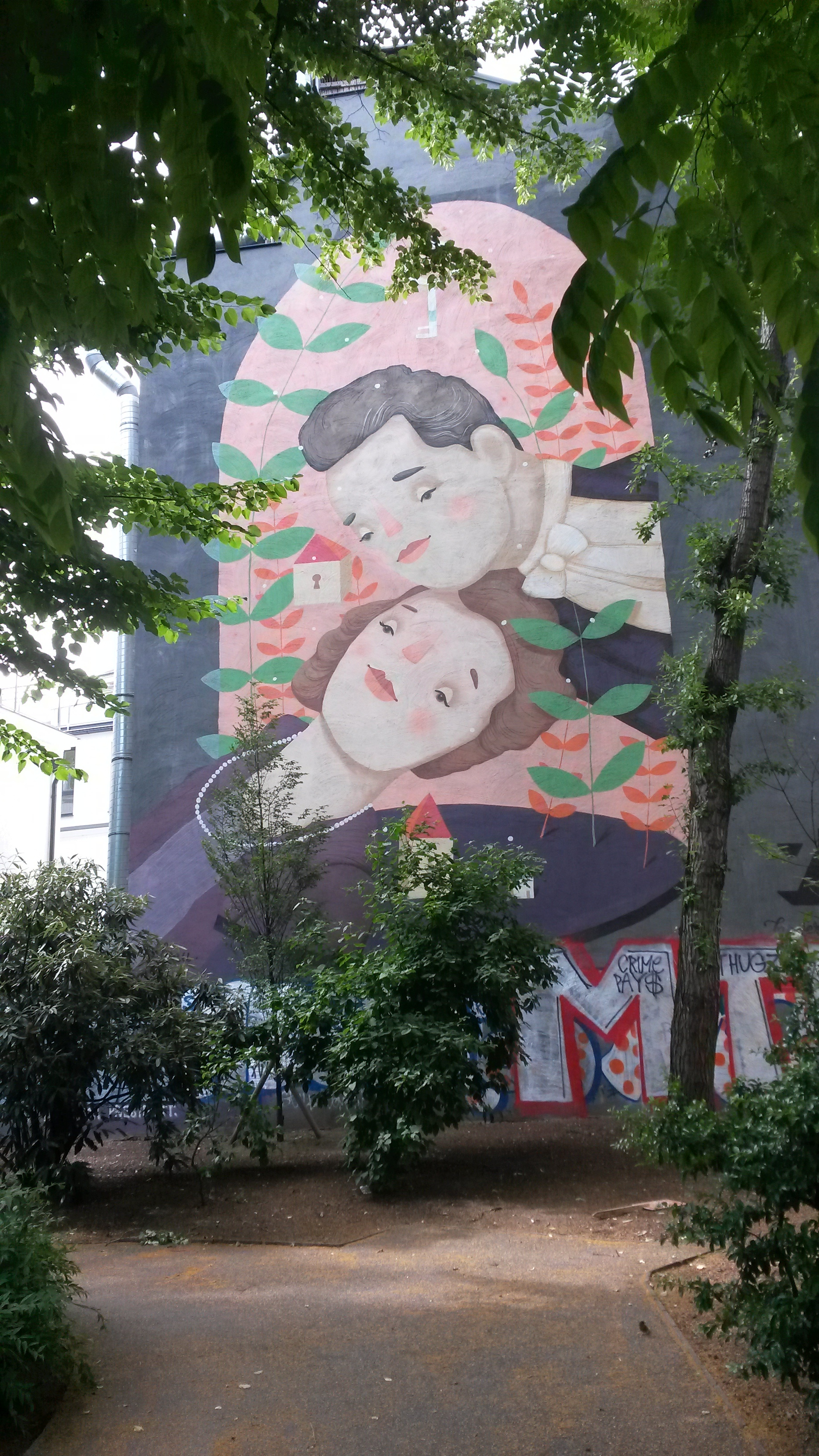
Vintage Love Affair
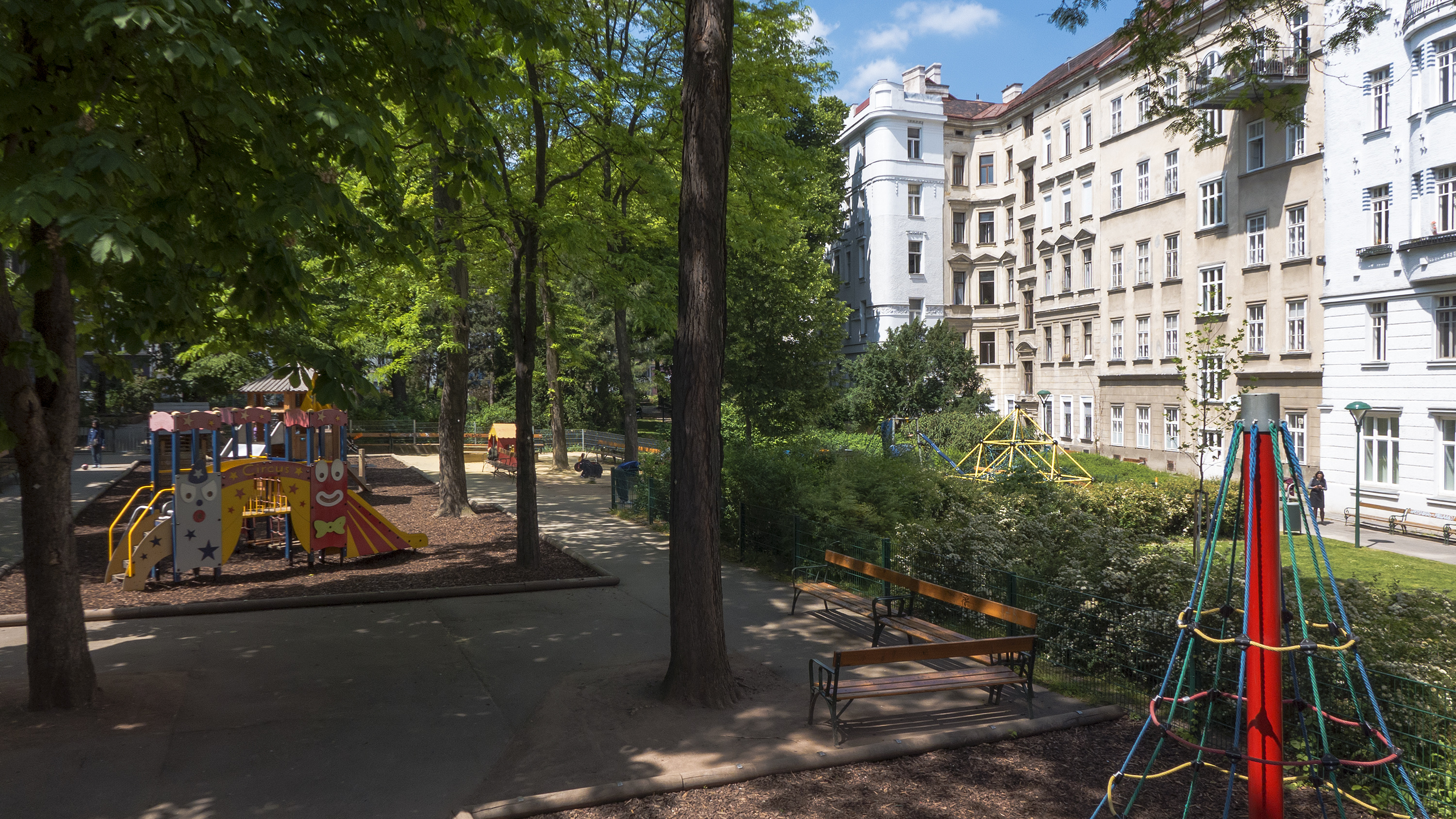
Josef-Strauß-Park
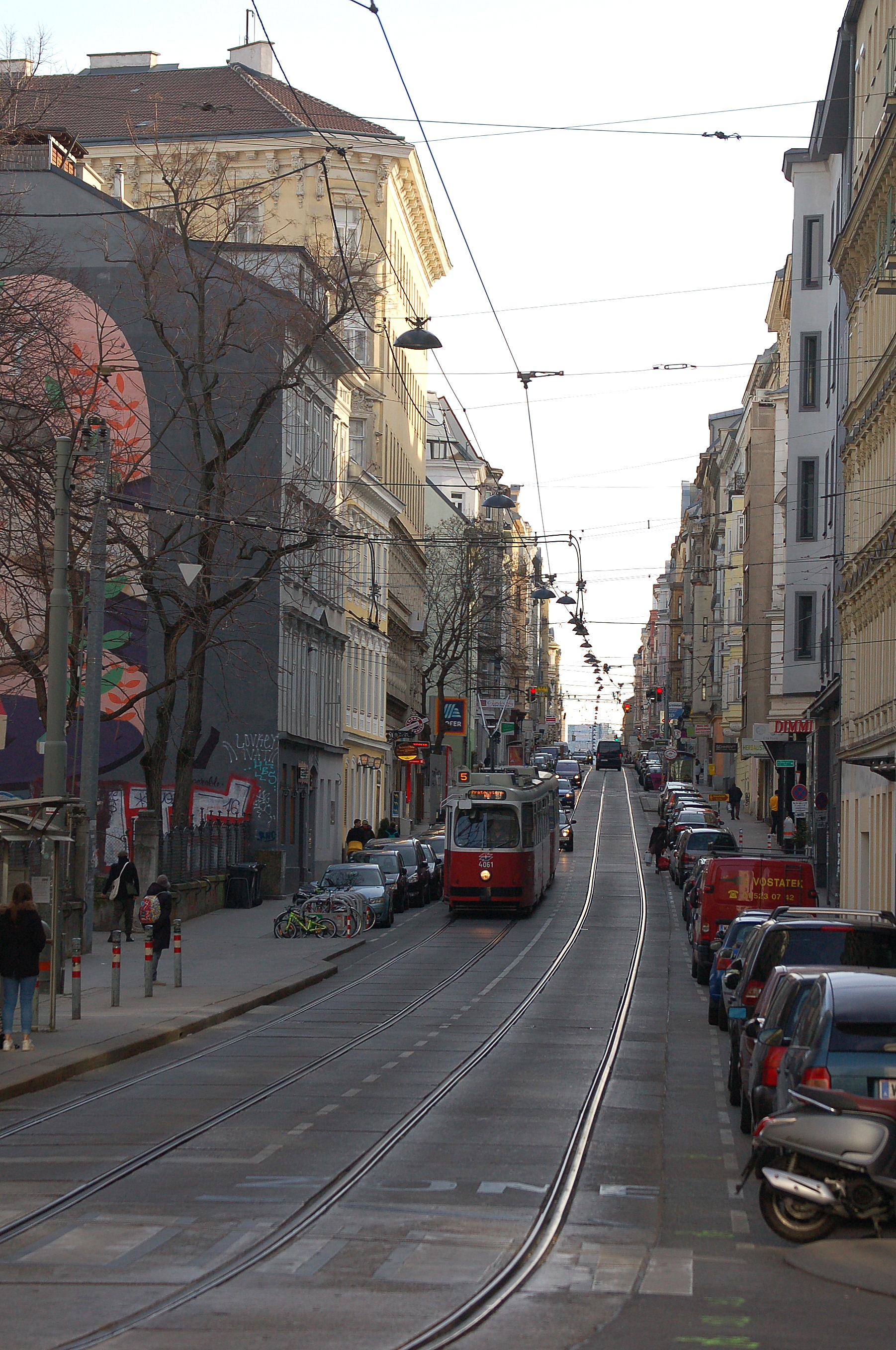
Blick von der Lechenfelder Straße zur Neustiftgasse
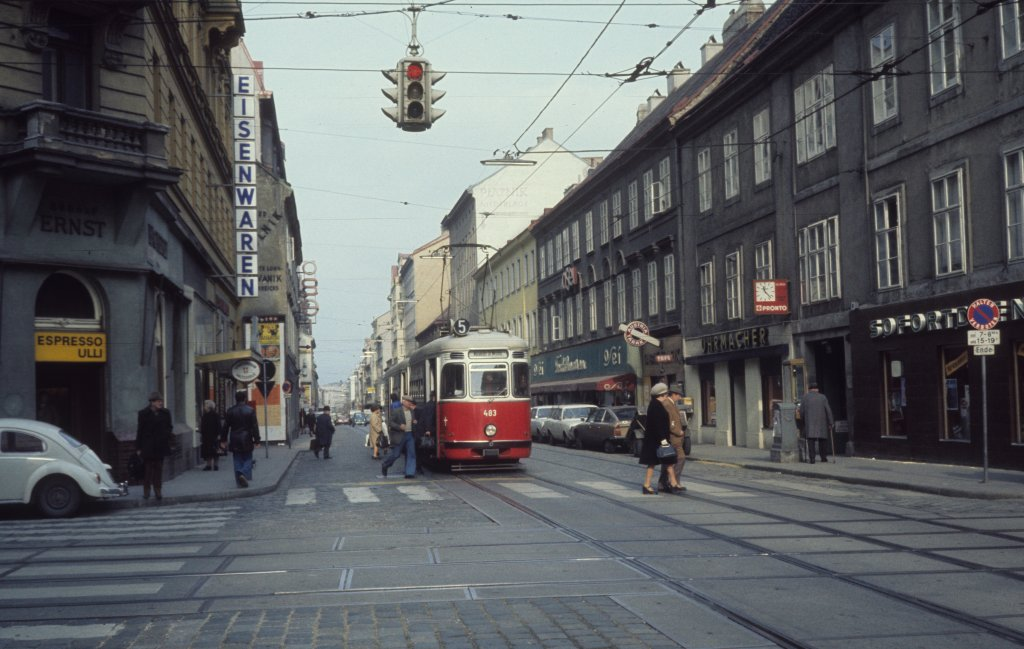
Blick von der Westbahnstraße Richtung Burggasse (1976)